# Ompolygalac
Ompolygalac románul: Galați, falu Romániában, Erdélyben, Fehér megyében.

## Fekvése
Zalatnától délkeletre, az Ompoly jobb partján fekvő település.

## Története
Ompolygalac, Galac nevét 1505-ben említette először oklevél Galac néven.
1507-ben Túrcsáni András deák két puszta jobbágytelekből álló Galaz-i birtokrészét 25 Ft-ért eladta Szakácsi 
Tokos István fogarasi várnagynak.
1522-ben Csúcsi Tomori István (e) Galacz-
egészbirtokát 1500 Ft-ért eladta Sárvári Miklósnak, Munkács és Fogaras várnagyának.
1526-ban Galacz Kövesdi Tomori Miklós (e) fogarasi várnagy egészbirtoka volt.
További névváltozatai: 1534-ben Galacz, 1733-ban és 1760–2 között Galatz. 1808-ban Galacz, 1913-ban  Ompolygalac.
A trianoni békeszerződés előtt Alsó-Fehér vármegye Magyarigeni járásához tartozott.
1910-ben 744 lakosából 30 magyar, 714 román volt. Ebből 15 római katolikus, 12 református, 713 görögkeleti ortodox volt.